# Canton de Saint-Paul-des-Landes
Le canton de Saint-Paul-des-Landes est une circonscription électorale française du département du Cantal créée par le décret du 13 février 2014 et entrée en vigueur lors des élections départementales de 2015.

## Histoire
Un nouveau découpage territorial du Cantal entre en vigueur en mars 2015, défini par le décret du 13 février 2014, en application des lois du 17 mai 2013 (loi organique 2013-402 et loi 2013-403). Les conseillers départementaux sont, à compter de ces élections, élus au scrutin majoritaire binominal mixte. Les électeurs de chaque canton élisent au Conseil départemental, nouvelle appellation du Conseil général, deux membres de sexe différent, qui se présentent en binôme de candidats. Les conseillers départementaux sont élus pour 6 ans au scrutin binominal majoritaire à deux tours, l'accès au second tour nécessitant 12,5 % des inscrits au 1er tour. En outre la totalité des conseillers départementaux est renouvelée. Ce nouveau mode de scrutin nécessite un redécoupage des cantons dont le nombre est divisé par deux avec arrondi à l'unité impaire supérieure si ce nombre n'est pas entier impair, assorti de conditions de seuils minimaux. Dans le Cantal, le nombre de cantons passe ainsi de 27 à 15. Le nouveau canton de Saint-Paul-des-Landes est formé principalement à partir des communes des anciens cantons de Laroquebrou et de Saint-Mamet-la-Salvetat.

## Représentation

### Liste des conseillers départementaux
| Période élective | Période élective | Mandat | Mandat   | Identité         | Nuance | Nuance | Qualité |
| ---------------- | ---------------- | ------ | -------- | ---------------- | ------ | ------ | --- |
| 2015             | 2021             | 2015   | 2021     | Patricia Benito  |        | PRG    | Ancienne employée 1re adjointe au maire de Saint-Paul-des-Landes ; maire depuis 2020                                                          |
| 2015             | 2021             | 2015   | 2021     | Michel Cabanes   |        | PRG    | Ancien cadre, maire d'Arnac depuis 1983 |
| 2021             | 2028             | 2021   | en cours | Gilles Combelle  |        | DVC    | Cadre de la fonction publique Maire du Rouget-Pers depuis 2016 et du Rouget (2008-2015) 7e vice-président du Conseil départemental (Économie) |
| 2021             | 2028             | 2021   | en cours | Valérie Semeteys |        | DVC    | Cadre d'entreprise, Saint-Paul-des-Landes |

### Résultats détaillés

#### Élections de mars 2015
À l'issue du premier tour des élections départementales de 2015, deux binômes sont en ballottage : Patricia Benito et Michel Cabanes (PRG, 38,45 %) et Jean-Paul Bayle et Carine Carballo (Divers, 28,98 %). Le taux de participation est de 58,68 % (4 154 votants sur 7 079 inscrits) contre 55,81 % au niveau départementalet 50,17 % au niveau national.
Au second tour, Patricia Benito et Michel Cabanes (PRG) sont élus avec 52,81 % des suffrages exprimés et un taux de participation de 60,75 % (2 030 voix pour 4 300 votants et 7 078 inscrits).
Patricia  Benito et Michel Cabanes sont membres du groupe d'opposition "rassemblement démocratique".

#### Élections de juin 2021
Le premier tour des élections départementales de 2021 est marqué par un très faible taux de participation (33,26 % au niveau national). Dans le canton de Saint-Paul-des-Landes, ce taux de participation est de 41,8 % (2 975 votants sur 7 118 inscrits) contre 41,88 % au niveau départemental. À l'issue de ce premier tour, deux binômes sont en ballottage : Gilles Combelle et Valérie Semeteys (DVC, 63,03 %) et Claude Prat et Véronique Volpilhac (PCF, 27,97 %).
Le second tour des élections est marqué une nouvelle fois par une abstention massive équivalente au premier tour. Les taux de participation sont de 34,3 % au niveau national, 42,74 % dans le département et 40,38 % dans le canton de Saint-Paul-des-Landes. Gilles Combelle et Valérie Semeteys (DVC) sont élus avec 66,46 % des suffrages exprimés (1 754 voix pour 2 874 votants et 7 117 inscrits),,. 

## Composition
Le canton de Saint-Paul-des-Landes comprend vingt-deux communes entières,,.
| Nom                                           | Code Insee | Intercommunalité                   | Superficie (km2) | Population (dernière pop. légale) | Densité (hab./km2) | Modifier                                    |
| --------------------------------------------- | ---------- | ---------------------------------- | ---------------- | --------------------------------- | ------------------ | ------------------------------------------- |
| Saint-Paul-des-Landes (bureau centralisateur) | 15204      | CA du Bassin d'Aurillac            | 19,00            | 1 538 (2022)                      | 81                 | modifier les données · modifier les données |
| Arnac                                         | 15011      | CC de la Châtaigneraie Cantalienne | 20,15            | 178 (2022)                        | 8,8                | modifier les données · modifier les données |
| Ayrens                                        | 15016      | CA du Bassin d'Aurillac            | 25,50            | 618 (2022)                        | 24                 | modifier les données · modifier les données |
| Cayrols                                       | 15030      | CC de la Châtaigneraie Cantalienne | 9,22             | 297 (2022)                        | 32                 | modifier les données · modifier les données |
| Cros-de-Montvert                              | 15057      | CC de la Châtaigneraie Cantalienne | 29,28            | 192 (2022)                        | 6,6                | modifier les données · modifier les données |
| Glénat                                        | 15076      | CC de la Châtaigneraie Cantalienne | 24,27            | 174 (2022)                        | 7,2                | modifier les données · modifier les données |
| Lacapelle-Viescamp                            | 15088      | CA du Bassin d'Aurillac            | 15,62            | 520 (2022)                        | 33                 | modifier les données · modifier les données |
| Laroquebrou                                   | 15094      | CC de la Châtaigneraie Cantalienne | 17,15            | 791 (2022)                        | 46                 | modifier les données · modifier les données |
| Montvert                                      | 15135      | CC de la Châtaigneraie Cantalienne | 11,37            | 113 (2022)                        | 9,9                | modifier les données · modifier les données |
| Nieudan                                       | 15143      | CC de la Châtaigneraie Cantalienne | 12,40            | 106 (2022)                        | 8,5                | modifier les données · modifier les données |
| Omps                                          | 15144      | CC de la Châtaigneraie Cantalienne | 12,62            | 318 (2022)                        | 25                 | modifier les données · modifier les données |
| Parlan                                        | 15147      | CC de la Châtaigneraie Cantalienne | 24,12            | 470 (2022)                        | 19                 | modifier les données · modifier les données |
| Rouffiac                                      | 15165      | CC de la Châtaigneraie Cantalienne | 23,12            | 188 (2022)                        | 8,1                | modifier les données · modifier les données |
| Le Rouget-Pers                                | 15268      | CC de la Châtaigneraie Cantalienne | 24,28            | 1 288 (2022)                      | 53                 | modifier les données · modifier les données |
| Roumégoux                                     | 15166      | CC de la Châtaigneraie Cantalienne | 13,29            | 329 (2022)                        | 25                 | modifier les données · modifier les données |
| Saint-Étienne-Cantalès                        | 15182      | CC de la Châtaigneraie Cantalienne | 11,21            | 124 (2022)                        | 11                 | modifier les données · modifier les données |
| Saint-Gérons                                  | 15189      | CC de la Châtaigneraie Cantalienne | 16,68            | 229 (2022)                        | 14                 | modifier les données · modifier les données |
| Saint-Santin-Cantalès                         | 15211      | CC de la Châtaigneraie Cantalienne | 34,28            | 285 (2022)                        | 8,3                | modifier les données · modifier les données |
| Saint-Saury                                   | 15214      | CC de la Châtaigneraie Cantalienne | 30,11            | 178 (2022)                        | 5,9                | modifier les données · modifier les données |
| Saint-Victor                                  | 15217      | CC de la Châtaigneraie Cantalienne | 13,53            | 96 (2022)                         | 7,1                | modifier les données · modifier les données |
| La Ségalassière                               | 15224      | CC de la Châtaigneraie Cantalienne | 6,57             | 123 (2022)                        | 19                 | modifier les données · modifier les données |
| Siran                                         | 15228      | CC de la Châtaigneraie Cantalienne | 50,88            | 461 (2022)                        | 9,1                | modifier les données · modifier les données |
| Canton de Saint-Paul-des-Landes               | 1513       |                                    | 444,65           | 8 616 (2022)                      | 19                 | modifier les données                        |

## Démographie
En 2022, le canton comptait 8 616 habitants, en évolution de −1,81 % par rapport à 2016 (Cantal : −1,08 %, France hors Mayotte : +2,11 %).
| 2013  | 2018  | 2022  |
| ----- | ----- | ----- |
| 8 634 | 8 674 | 8 616 |